# Interstate 215 (Californie)
L'Interstate 215 (I-215) est une autoroute auxiliaire sud/nord longue de 54,5 miles (87,7 km) de la région de l'Inland Empire dans le sud de la Californie. Des segments sont désignés comme les autoroutes Barstow, Escondido et Armed Forces. 
L'I-215 est une autoroute de contournement de l'I-15, reliant Murrieta jusqu'au nord de San Bernardino. Alors que l'I-215 relie les centres-villes de Riverside et de San Bernardino, l'I-15 se trouve plus à l'ouest à travers Corona et Ontario.

## Description du tracé

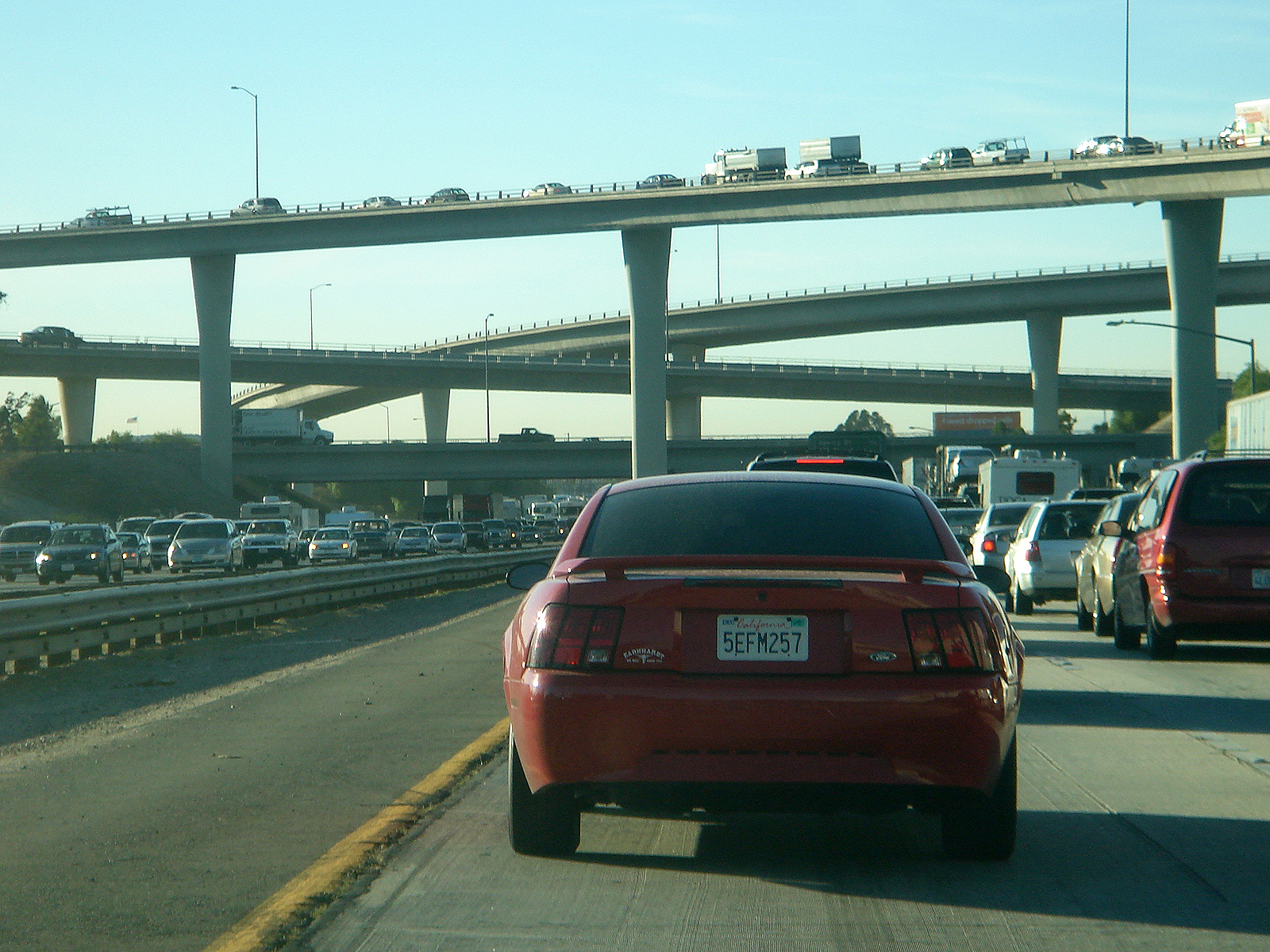
L'échangeur I-10/I-215 vu de l'interstate 215 nord, à Colton, au sud de San Bernardino.

Le terminus sud de l'I-215 se trouve à la jonction de l'I-15 dans la ville de Murrieta, au sud-ouest du comté de Riverside. Elle se dirige ensuite vers le nord à travers Menifee et Perris, longeant la March Air Reserve Base avant de joindre la SR 60 à Riverside, près des limites de la ville de Moreno Valley. À partir du nord du centre-ville de Perris jusqu'au segment est de Riverside, près de l'échangeur avec Central Avenue, l'autoroute est suivie par les voies ferrées vers Perris Valley Line.

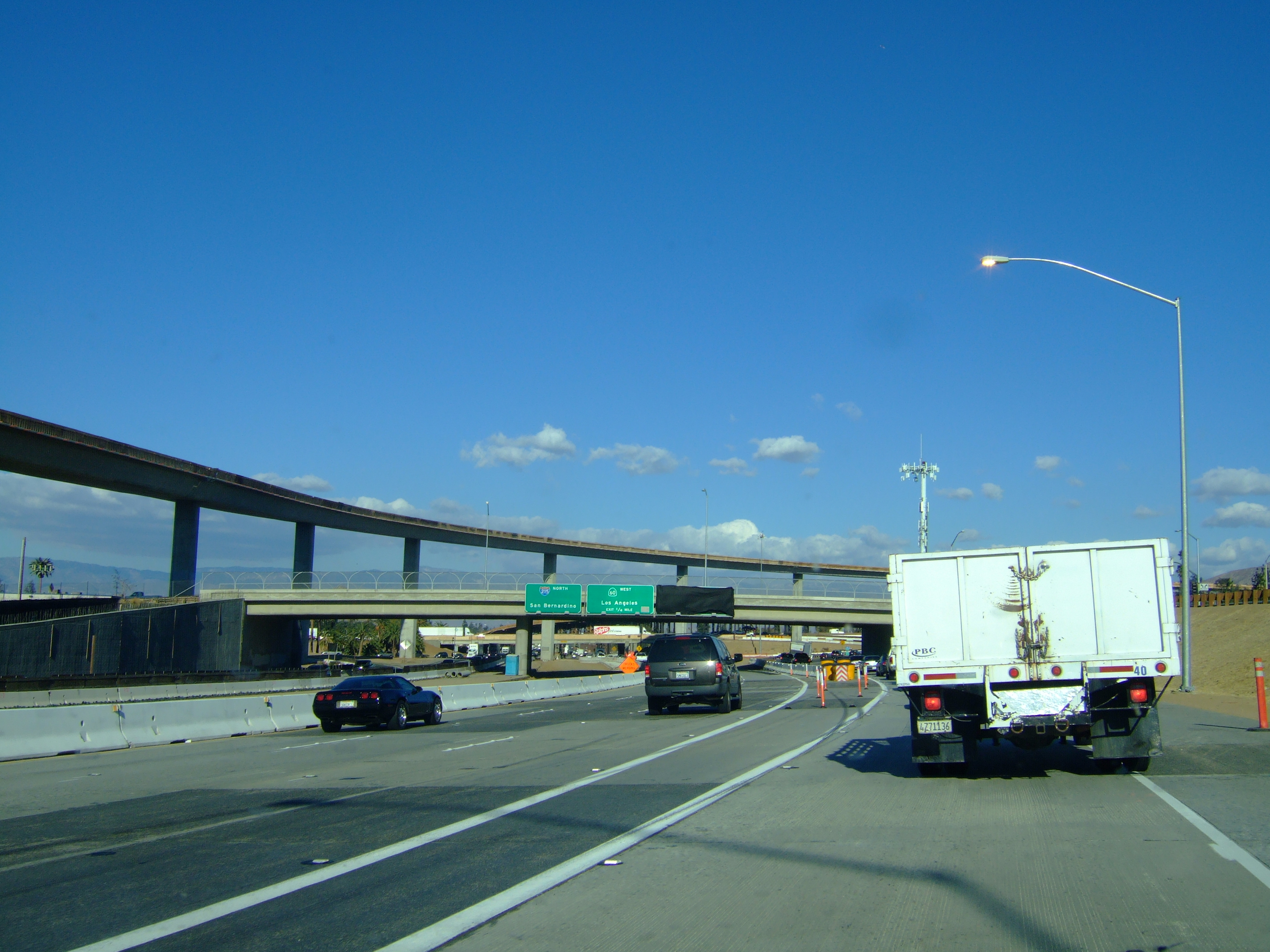
L'interstate 215 sud près de l'échangeur CA 60/CA 91/I-215 à Riverside.

L'I-215 forme un multiplex avec SR 60 pour environ 5 miles (8,0 km) à Riverside en traversant le campus de l'Université de Californie à Riverside. Elle se divise ensuite à la jonction avec SR 91, près du centre-ville de Riverside. Elle s'oriente ensuite vers le nord en allant jusqu'à Colton, Grand Terrace et San Bernardino avant d'adopter un axe nord-ouest pour rejoindre l'I-15 dans le quartier de Devore.
Cette route est une alternative à l'I-15 pour les conducteurs reliant San Diego à Phoenix, Las Vegas ou San Bernardino. Elle est également légèrement plus courte ; la distance entre les deux extrémités de l'I-215 est plus courte de 10 miles (16 km) par l'I-215 que par l'I-15.
L'I-215 fait partie du California Freeway and Expressway System ainsi que du National Highway System, un réseau d'autoroutes qui sont considérées comme essentielles pour l'économie, la défense et la mobilité du pays par la Federal Highway Administration.

## Liste des sorties
| Interstate 215                                    |                                             |       |       |        |                                                                                                | |
| Comté                                             | Municipalité                                | mi    | km    | Sortie | Intersections / Destinations                                                                   | Notes |
| Riverside                                         | Murrieta                                    | 0,00  | 0,00  | —      | I-15 sud (Temecula Valley Freeway) – Temecula, San Diego                                       | Terminus sud, sortie 63 de l'I-15 nord                                                                                           |
| Riverside                                         | Murrieta                                    | 0,50  | 0,80  | 1      | Murrieta Hot Springs Road vers l'I-15 nord – Lake Elsinore                                     | |
| Riverside                                         | Murrieta                                    | 1,65  | 2,66  | 2      | Los Alamos Road                                                                                | |
| Riverside                                         | Murrieta                                    | 3,51  | 5,65  | 4      | Clinton Keith Road                                                                             | |
| Riverside                                         | Limite Murrieta–Menifee                     | 5,50  | 8,85  | 6      | Keller Road                                                                                    | Échangeur proposé |
| Riverside                                         | Limite Murrieta–Menifee                     | 6,51  | 10,48 | 7      | Scott Road                                                                                     | |
| Riverside                                         | Menifee                                     | 9,51  | 15,30 | 10     | Newport Road                                                                                   | |
| Riverside                                         | Menifee                                     | 11,84 | 19,05 | 12     | McCall Boulevard – Menifee                                                                     | |
| Riverside                                         | Perris                                      | 13,76 | 22,14 | 14     | Ethanac Road                                                                                   | |
| Riverside                                         | Limite Menifee–Perris                       | 14,53 | 23,38 | 15     | SR 74 (en) est – Hemet                                                                         | Terminus sud du multiplex avec SR 74                                                                                             |
| Riverside                                         | Perris                                      | 17,31 | 27,86 | 17     | SR 74 (en) ouest – Lake Elsinore, Perris                                                       | Terminus nord du multiplex avec SR 74                                                                                            |
| Riverside                                         | Perris                                      | 18,23 | 29,34 | 18     | D Street                                                                                       | Sortie direction sud, entrée direction nord                                                                                      |
| Riverside                                         | Perris                                      | 18,88 | 30,38 | 19     | Nuevo Road                                                                                     | |
| Riverside                                         | Perris                                      | 20,50 | 32,99 | 20     | Placentia Avenue                                                                               | Échangeur en construction |
| Riverside                                         | Perris                                      | 21,93 | 35,29 | 22     | Ramona Expressway / Cajalco Expressway – Lakeview, San Jacinto                                 | |
| Riverside                                         | Perris                                      | 23,32 | 37,53 | 23     | Harley Knox Boulevard                                                                          | Anciennement Oleander Avenue |
| Riverside                                         | March Air Reserve Base                      | 25,15 | 40,48 | 25     | Van Buren Boulevard – Cimetière national de Riverside, March Field Air Museum                  | |
| Riverside                                         | Limite March Air Reserve Base–Moreno Valley | 26,76 | 43,07 | 27A    | Cactus Avenue / Meridian Parkway – March Joint Air Reserve Base, Moreno Valley, Arnold Heights | Indiqué sortie 27A (Cactus Avenue est) et 27B (Cactus Avenue ouest / Meridian Parkway) en direction sud                          |
| Riverside                                         | Riverside                                   | 27,42 | 44,13 | 27B    | Alessandro Boulevard                                                                           | Indiqué sortie 27C en direction sud                                                                                              |
| Riverside                                         | Limite Riverside–Moreno Valley              | 28,44 | 45,77 | 28     | Eucalyptus Avenue / Eastridge Avenue                                                           | |
| Riverside                                         | Riverside                                   | 29,34 | 47,22 | 29     | SR 60 (en) est (Moreno Valley Freeway) – Beaumont, Indio                                       | Terminus sud du multiplex avec SR 60 ; sortie 58 de SR 60 en direction ouest                                                     |
| Riverside                                         | Riverside                                   | 29,91 | 48,14 | 30A    | Box Springs Road / Fair Isle Drive – Box Springs                                               | Sortie direction nord via SR 60 ouest                                                                                            |
| Riverside                                         | Riverside                                   | 30,48 | 49,05 | 30B    | Central Avenue / Watkins Drive                                                                 | |
| Riverside                                         | Riverside                                   | 31,68 | 50,98 | 31     | El Cerrito Drive                                                                               | Fermé |
| Riverside                                         | Riverside                                   | 31,85 | 51,26 | 32A    | Martin Luther King Boulevard                                                                   | Indiqué sortie 31 en direction nord                                                                                              |
| Riverside                                         | Riverside                                   | 32,49 | 52,29 | 32B    | University Avenue                                                                              | Indiqué sortie 32 en direction nord                                                                                              |
| Riverside                                         | Riverside                                   | 33,16 | 53,37 | 33     | Blaine Street / 3rd Street                                                                     | |
| Riverside                                         | Riverside                                   | 34,24 | 55,10 | 34A    | Spruce Street                                                                                  | Fermé |
| Riverside                                         | Riverside                                   | 34,27 | 55,15 | 34B    | SR 91 (en) ouest (Riverside Freeway) – Riverside, Beach Cities                                 | Sortie 65B-C de SR 91 |
| Riverside                                         | Riverside                                   | 34,27 | 55,15 | 34C    | SR 60 (en) ouest (Pomona Freeway) – Pomona, Los Angeles                                        | Terminus nord du multiplex avec SR 60 ; sortie 53B de SR 60 en direction est                                                     |
| Riverside                                         | Riverside                                   | 34,90 | 56,17 | 35     | Columbia Avenue                                                                                | |
| Riverside                                         | Riverside                                   | 36,01 | 57,95 | 36     | Center Street – Highgrove                                                                      | Pas d'entrée en direction nord                                                                                                   |
| San Bernardino                                    | Colton                                      | 36,73 | 59,11 | 37     | La Cadena Drive / Iowa Avenue – Colton                                                         | |
| San Bernardino                                    | Grand Terrace                               | 37,64 | 60,58 | 38     | Barton Road                                                                                    | |
| San Bernardino                                    | Colton                                      | 39,02 | 62,80 | 39     | Mt. Vernon Avenue / Washington Street                                                          | |
| San Bernardino                                    | Colton                                      | 40,38 | 64,99 | 40     | I-10 (San Bernardino Freeway) – Redlands, Indio, Los Angeles                                   | Indiqué sortie 40A (est) et 40B (ouest) en direction nord; sortie 72 de l'I-10                                                   |
| San Bernardino                                    | San Bernardino                              | 41,36 | 66,56 | 41     | Orange Show Road / Auto Plaza Drive                                                            | |
| San Bernardino                                    | San Bernardino                              | 41,91 | 67,45 | 42A    | Inland Center Drive – Inland Center Mall                                                       | |
| San Bernardino                                    | San Bernardino                              | 42,38 | 68,20 | 42B    | Mill Street – Aéroport de San Bernardino                                                       | |
| San Bernardino                                    | San Bernardino                              | 43,12 | 69,39 | 43     | 2nd Street / 3rd Street – San Bernardino Civic Center                                          | |
| San Bernardino                                    | San Bernardino                              | 43,51 | 70,02 | 44A    | SR 66 (en) ouest (5th Street) – San Bernardino Civic Center                                    | Indiqué sortie 44 en direction sud                                                                                               |
| San Bernardino                                    | San Bernardino                              | 44,42 | 71,49 | 44B    | Base Line Street                                                                               | Indiqué sortie 45 en direction sud                                                                                               |
| San Bernardino                                    | San Bernardino                              | 45,27 | 72,86 | 45     | SR 259 (en) est vers SR 210 – Highland                                                         | Sortie direction nord, entrée direction sud; sortie 75B de SR 210 ouest                                                          |
| San Bernardino                                    | San Bernardino                              | 45,70 | 73,55 | 45B    | Muscupiabe Drive                                                                               | Fermé |
| San Bernardino                                    | San Bernardino                              | 45,69 | 73,53 | 46A    | Highland Avenue                                                                                | Sortie direction sud via sortie 46B                                                                                              |
| San Bernardino                                    | San Bernardino                              | 46,05 | 74,11 | 46B    | Mt. Vernon Avenue / 27th Street                                                                | |
| San Bernardino                                    | San Bernardino                              | 46,38 | 74,64 | 46C    | SR 210 (Foothill Freeway) – Pasadena, Redlands                                                 | Indiqué sortie 46A (ouest) et 46C (est) en direction sud ; pas d'accès depuis l'I-215 nord vers SR 210 est ; sortie 74 de SR 210 |
| San Bernardino                                    | San Bernardino                              | 47,96 | 77,18 | 48     | University Parkway – Cal State San Bernardino, University District                             | |
| San Bernardino                                    | San Bernardino                              | 50,42 | 81,14 | 50     | Palm Avenue / Kendall Drive – Verdemont                                                        | |
| San Bernardino                                    | San Bernardino                              | 53,65 | 86,34 | 54A    | Devore Road                                                                                    | Indiqué sortie 54 en direction sud                                                                                               |
| San Bernardino                                    | San Bernardino                              | 54,08 | 87,03 | 54B    | I-15 sud (Ontario Freeway) – San Diego                                                         | Sortie 123 de l'I-15 |
| San Bernardino                                    | San Bernardino                              | 54,08 | 87,03 | —      | I-15 Truck nord / Kenwood Avenue                                                               | |
| San Bernardino                                    | San Bernardino                              | 54,08 | 87,03 | —      | I-15 nord (Mojave Freeway) – Barstow                                                           | Terminus nord; sortie 123 de l'I-15                                                                                              |
| - Terminus de multiplex - Accès incomplet - Fermé |                                             |       |       |        |                                                                                                | |